# Seznam mineralov N-R
Seznam mineralov N-R vsebuje imena mineralov, sopomenke, rudarska imena ter imena skupin mineralov in trdnih raztopin z začetnicami N, O, P in R.
Seznam ni popoln, ker vanj še niso vnešena imena vseh poznanih mineralov, poleg tega pa se stalno odkrivajo novi.

### N
- natrit  (natrijev karbonat, Na2CO3)
- natrojarozit  {natrijev železov sulfat, NaFe3+
3(OH)6(SO4)2)
- natrolit (natrijev alumosilikat dihidrat, Na2[Al2Si3O10] • 2H2O)
- nefelin (natrijev kalijev aluminijev silikat, (Na,K)AlSiO4)
- neptunit (KNa2Li(Fe2+,Mn)2Ti2[O | Si4O11]2)
- nimit (kloritni mineral s formulo (Ni,Mg,Fe2+)5Al(AlSi3)O10(OH)8)
- niningerit (manganov sulfid, MnS)
- niobit (železov niobijev oksid, Fe2+Nb2O6)
- nortupit (natrijev magnezijev karbonat klorid, Na3Mg(CO3)2Cl)

### O
- ogljik (C)
- oldhamit (kalcijev magnezijev sulfid, (Ca,Mg)S)
- oligoklaz (kalcijev natrijev alumosilikat iz skupine plagioklazov, (Ca,Na)(Al,Si)4O8 z 10-30% anortita)
- olivenit (bakrov hidroksi arzenat, Cu2AsO4OH)
- olivin (magnezijev železov silikat, (Mg,Fe)2[SiO4])
- opal (hidratizirani silicijev oksid, SiO2 • nH2O)
- ortoklaz (kalijev aluminijev silikat, KAl[Si3O8]
- osbornit (titanov nitrid, TiN)
- otunit (kalcijev uranil fosfat hidrat, Ca[UO2PO4]2  • 8-12 H2O)

### P
- paligorskit (magnezijev aluminijev silikat hidrat, (Mg,Al)2[OH | Si4O10]) • 4(H2O))
- pargasit (NaCa2(Mg,Fe2+)4Al(Si6Al2)O22(OH)2)
- penantit (manganov alumosilikat hidroksid, (Mn5Al)(Si3Al)O10(OH)8)
- pentahidrit (magnezijev sulfat pentahidrat, MgSO4 • 5H2O)
- peridot (magnezijev železov silikat, (Mg,Fe)2SiO4)
- periklaz (magnezijev oksid, MgO)
- perovskit  (kalcijev titanov oksid, CaTiO3)
- pikeringit (hidriran magnezijev aluminijev sulfat, MgAl2(SO4)4•22H2O)
- pirit (železov sulfid, FeS2)
- piroksen (silikatni mineral s splošno formulo XYT2O6)
- piroluzit (manganov oksid, β-MnO2)
- piromorfit (svinčev klorofosfat, Pb5[Cl | (PO4)3])
- pirop (magnezijev aluminijev silikat iz skupine granatov, Mg3Al2[SiO4]3)
- pirotit (železov sulfid, Fe1-x, pri čemer je 0 < x < 0,2)
- pirsonit (natrijev kalcijev karbonat dihidrat, Na2Ca(CO3)2•2H2O)
- plagioklaz (vrsta tektosilikatnih mineralov, (Ca,Na)(Al,Si)4O8, ni priznan kot samostojen mineral)
- plumbokalcit (svinčev kalcijev karbonat, (Pb,Ca)CO3)
- plumbogumit (svinčev aluminijev fosfat, PbAl3(PO4)2(OH)5•H2O)
- polihalit (kalijev kalcijev magnezijev sulfat dihidrat, K2Ca2Mg(SO4)4•2H2O.
- portlandit (kalcijev hidroksid, analog brucita, Ca(OH)2)
- prenit (Ca2Al[(OH)2 | AlSi3O10])
- psilomelan (manganov oksid, (Ba,Mn2+,...)3(O,OH)6Mn8O16)

### R
- ravatit (fenantren, C14H10)
- realgar (arzenov sulfid, As4S4)
- ribekit (Na2Fe2+3Fe3+2[(OH,F)  | Si4O11]2)
- rodohrozit (manganov karbonat, Mn[CO3])
- rodonit (manganov železov magnezijev kalcijev silikat, (Mn,Fe,Mg,Ca)5(SiO3)5)
- rogovača ((Na,K)Ca2(Mg,Fe2+,Fe3+,Al)5[(OH,F)2 | (Si,Al)2Si6O22)
- romarhit (kositrov(II) oksid, SnO)
- romeit (kalcijev natrijev antimonat, (Ca,NaH)Sb2O6(O,OH,F))
- rubin (aluminijev oksid, Al2O3:Cr)
- rutil (titanov dioksid, TiO2)